# Choi Eun-hee
Choi Eun-hee (hangul: 최은희, ur. 20 listopada 1926 w Gwangju, zm. 16 kwietnia 2018 w Seulu) – koreańska aktorka pochodząca z Korei Południowej, porwana do Korei Północnej w 1977 roku.

## Życiorys

### Porwanie
W 1977 roku podczas przestoju w karierze otrzymała od biznesmena z Hongkongu propozycję utworzenia spółki filmowej, która miała przywrócić jej popularność. Aktorka pojechała na spotkanie na jedną z wysp w pobliżu Hongkongu. Aktorka wraz z towarzyszącym jej mężczyzną (który potem okazał się agentem z Korei Północnej) wysiedli w Repuls Bay. Tam przy łodziach motorowych na parę czekała kilkuosobowa grupa ludzi. Choi Eun-hee podano środki nasenne i wniesiono na statek. Po przebudzeniu aktorka zauważyła, że znajduje się w kabinie kapitana, a nad jej głową wisi portret Kim Ir Sena.
Po przywiezieniu do Pjongjangu Choi Eun-hee trafiła do luksusowej strzeżonej willi. W tym samym czasie jej były mąż, reżyser Shin Sang-ok, pojechał szukać jej do Hongkongu, gdzie został zaatakowany i porwany do Korei Północnej.
Shin Sang-ok, odmówiwszy współpracy, trafił do obozu pracy. Później ustąpił i zamieszkał z byłą żoną.
Inicjatorem porwań był Kim Dzong Il, który chciał stworzyć przemysł filmowy w Korei Północnej.
Najważniejszym filmem Choi Eun-hee i Shin Sang-oka był horror socrealistyczny Pulgasari.

### Ucieczka i dalsze życie
Po ośmiu latach pobytu w Korei Północnej, Choi Eun-hee i jej były mąż uzyskali zgodę na wyjazd do Wiednia. Po trafieniu do miasta uciekli do ambasady Stanów Zjednoczonych. Tam przez pewien czas byli przesłuchiwani przez CIA.
Do śmierci mieszkała w Seulu. Zaakceptowała fakt, że była ofiarą Kim Dzong Ila, choć długo przepraszała go za ucieczkę. Korea Północna do dzisiaj nie przyznała się do porwania aktorki i reżysera.

## Filmografia
- 1985 Pulgasari
- 1985 Sogum
- 1976 Eomeoniwa adeul
- 1975 Donggeoin
- 1974 Jin-aui pyeongji
- 1974 Hangang
- 1973 Dalbuja jib
- 1972 Hae dal byeol geurigo salang
- 1972 Hyonyeo Shim Cheong
- 1970 Manjong
- 1969 Sarangeun gago sewolman nama
- 1969 Jeo nunbate saseumi
- 1969 Naeileun jukeuljirado
- 1969 Yukgun Kim Il-bong
- 1969 Ijo yeoinjanhoksa
- 1969 Shidaek
- 1969 Gyeol buin
- 1969 Yeo
- 1968 Yeojaui ilsaeng
- 1968 Musukja
- 1968 Mulmangcho
- 1968 Mokga
- 1967 Idaero jukeul su eobta
- 1967 Taindeul
- 1967 Dajeong bulshim
- 1967 San
- 1967 Nejamae
- 1966 Heukdojeok
- 1965 Gaeule on yeoin
- 1965 Nalgae buin
- 1965 Yeogancheob Eliza
- 1964 Gyedong ashi
- 1964 Gluchy Sam-ryong
- 1964 Byekodong shimeun deusheun
- 1964 Myeongdonge bami omyeon
- 1964 Da ji
- 1964 Pyeongyang gamsa
- 1963 Sal
- 1963 Hwaetbul
- 1963 Boeunui gureum dari
- 1963 Cheoljonggwa boknyeo
- 1963 Ganghwadoryeong
- 1962 Mujeong
- 1962 Yeolnyeomun
- 1962 Wonhanui ilwondo
- 1962 Dae Shimcheong jeon
- 1962 Ishibguseui eomeoni
- 1962 Sansaekshi
- 1962 Maeng Jin-sadaek gyeongsa
- 1962 Pokgun Yeonsan
- 1961 Saroksu
- 1961 Uijeok Iljimae
- 1961 Hangukui bigeuk
- 1961 Seong Chunhyang
- 1961 Jumadong
- 1960 Dolaun sanai
- 1960 Baeksa buin
- 1960 Cheongchunui yunri
- 1960 Sarangui yeoksa
- 1960 Seulpeun mokga
- 1960 Ryeo-in
- 1960 Romaenseu ppappa
- 1959 Dokribhyeobhwiwa cheongnyeon
- 1959 Sam yeoseong
- 1959 Dongshimcho
- 1959 Dashi chatneun yangji
- 1959 Chun-hie
- 1959 Gogaereul neomeumyeon
- 1959 Geu yeojaui joiga anida
- 1958 Eoneu yeodaesaengui gobaek
- 1958 Jiokhwa
- 1958 Don
- 1957 Gageola seulpeumiyeo
- 1957 Dajeongdo byeongileonga
- 1957 Muyeong tab
- 1955 Jeolmeun geudeul
- 1955 Ggum